# 甘棠镇 (宾阳县)
甘棠镇，是中华人民共和国广西壮族自治区南宁市宾阳县下辖的一个乡镇级行政单位。

## 行政区划
甘棠镇下辖以下地区：
甘棠社区、洪信村、六律村、八德村、邓村、那河村、那冷村、那宁村、高棠村、五合村、八合村、合庄村、南桥村、新宁村和旺龙村。